# Gare de Lausanne-Flon
Pour un article plus général, voir Le Flon (Lausanne).
La gare de Lausanne-Flon, dite aussi gare du Flon, est une gare ferroviaire de la ligne Lausanne – Bercher. Elle est située dans le secteur du Flon, quartier du centre de la commune de Lausanne, dans le canton de Vaud en Suisse.
C'est un nœud ferroviaire important pour le trafic voyageurs, en correspondance avec la station Lausanne-Flon des lignes M1 et M2 du métro de Lausanne.

## Situation ferroviaire
Établie à 479 mètres d'altitude, la gare de Lausanne-Flon est située au point kilométrique −0,80 de la ligne Lausanne – Bercher (101).
Terminus de la ligne Lausanne - Bercher, la gare de Lausanne-Flon comporte un quai et deux voies.

## Historique

### Histoire
La compagnie du Lausanne-Ouchy (abr. L-O) ayant pour but de réaliser une ligne reliant la commune libre d'Ouchy au centre-ville, entame les travaux dès 1874. Le terminus nord de la ligne se situe dans le quartier du Flon récemment au cœur de l'industrialisation de la ville. Il est inauguré le 16 mars 1877 avec la mise en service de la ligne Ouchy − Lausanne-Flon. Deux ans plus tard, en 1879 la seconde ligne du L-O, Lausanne-Gare − Lausanne-Flon, est aussi inaugurée et mise en service,.
Le 18 mai 1953, pour le trafic marchandises, le L-O met en service la ligne Lausanne-Flon − Lausanne-Sébeillon. Toutefois, à la suite du départ progressif des industries du quartier du Flon, cette dernière ligne sera supprimée tout à la fin de l'année 1979, le 27 décembre. Ainsi, à cette date, le transport de marchandises cesse et dès lors la « gare » sert exclusivement au trafic de voyageurs à travers la station terminus du chemin de fer à crémaillère Lausanne-Ouchy.
Le 2 juin 1991, le Tramways du Sud-Ouest Lausannois (abr. TSOL), actuel métro M1, est mis en service et a pour terminus la station Lausanne-Flon, située sur le côté sud de la place de l'Europe.
Le 28 mai 2000, la ligne du LEB arrive, elle aussi, enfin au Flon, ce qui renforce encore la position centrale du pôle de cette gare. Cette connexion avec le L-O était prévue dès 1873, mais pour diverses raisons propres à la compagnie, il aura fallu attendre 127 ans pour que cela se réalise. Cette nouvelle gare est située à 1 200 mètres de l'ancienne gare de Chauderon, soit au point kilométrique 0,00 de la ligne. Les coûts des travaux se sont élevés à 115 millions de francs répartis entre la Confédération suisse, le canton de Vaud et 38 communes. La gare est réalisée par les architectes Bernard Tschumi, Luca Merlini et Emmanuel Ventura (M + V), qui réalisent aussi l'interface avec la ligne M1 puis la nouvelle station du M2.
Le 22 janvier 2006, le L-O vit sa dernière course. La ligne est démontée pour faire place au métro M2, mis en service le 27 octobre 2008. Depuis lors, la gare voit transiter quotidiennement 80 000 voyageurs.
En 2013, la gare compte une moyenne de 6 437 passagers par jour, soit 30,48 % des mouvements journaliers de la ligne.

### Gare marchandises

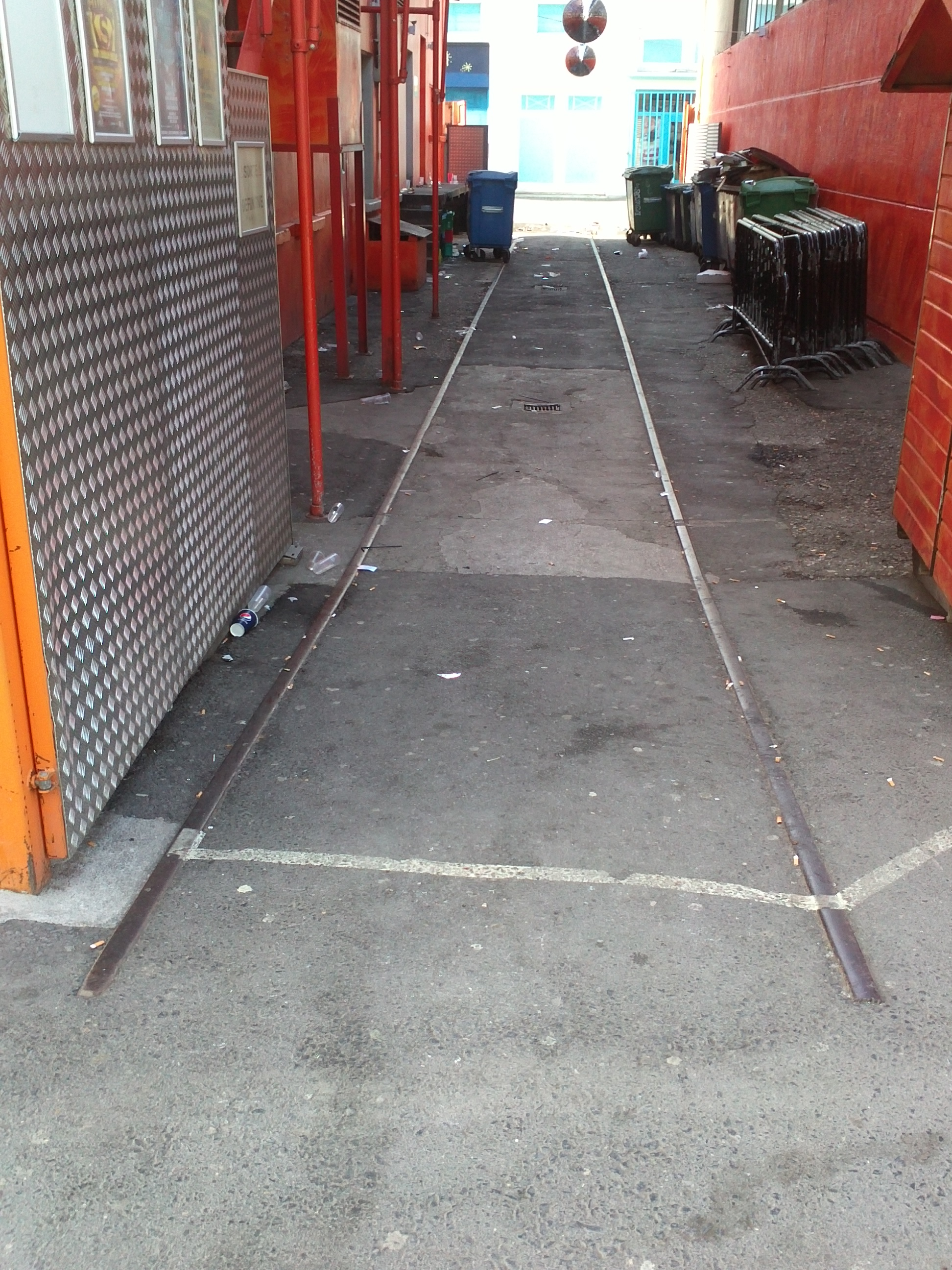
Vestige d'une ancienne voie d'accès aux entrepôts.

Jusqu'en 1979, la gare du Flon est aussi une gare marchandises. Le fret est acheminé depuis la gare centrale par le LG jusqu'en 1953 avant d'arriver par l'ouest depuis la gare de Lausanne-Sébeillon. L'intégralité des voies est à écartement normal.
L'actuel secteur du Flon garde encore des traces de son passé. Si toutes les voies de cette ancienne gare ont été déferrées, les anciens entrepôts demeurent et rappellent au quartier son ancienne activité. Les anciens bâtiments de la Société des Entrepôts de Lausanne sont équipés de quais à hauteur qui ont servi à accéder de plain pied aux wagons rangés sur les voies de garage. Il reste néanmoins quelques vestiges des rails çà et là dans le quartier.
Les infrastructures de la gare aux marchandises du Flon sont propres à elle. En effet, la gare n'est équipée d'aucun système d'aiguillage à l'exception de la seule aiguille du raccordement à la liaison vers la gare de Lausanne-Sébeillon. Trois voies provenant de la liaison depuis Sébeillon arrivent sur un pont tournant donnant accès au chariot transbordeur. L'atelier du LO dispose lui aussi de deux petites plaques tournantes pour déposer les voitures dans une remise. Hormis ces dispositifs, tous les accès aux voies donnant sur les entrepôts et hangars se font par un chariot transbordeur qui est orienté perpendiculairement à toutes les autres voies et parcourt toute la longueur de la gare en son centre,.

### Chariot transbordeur

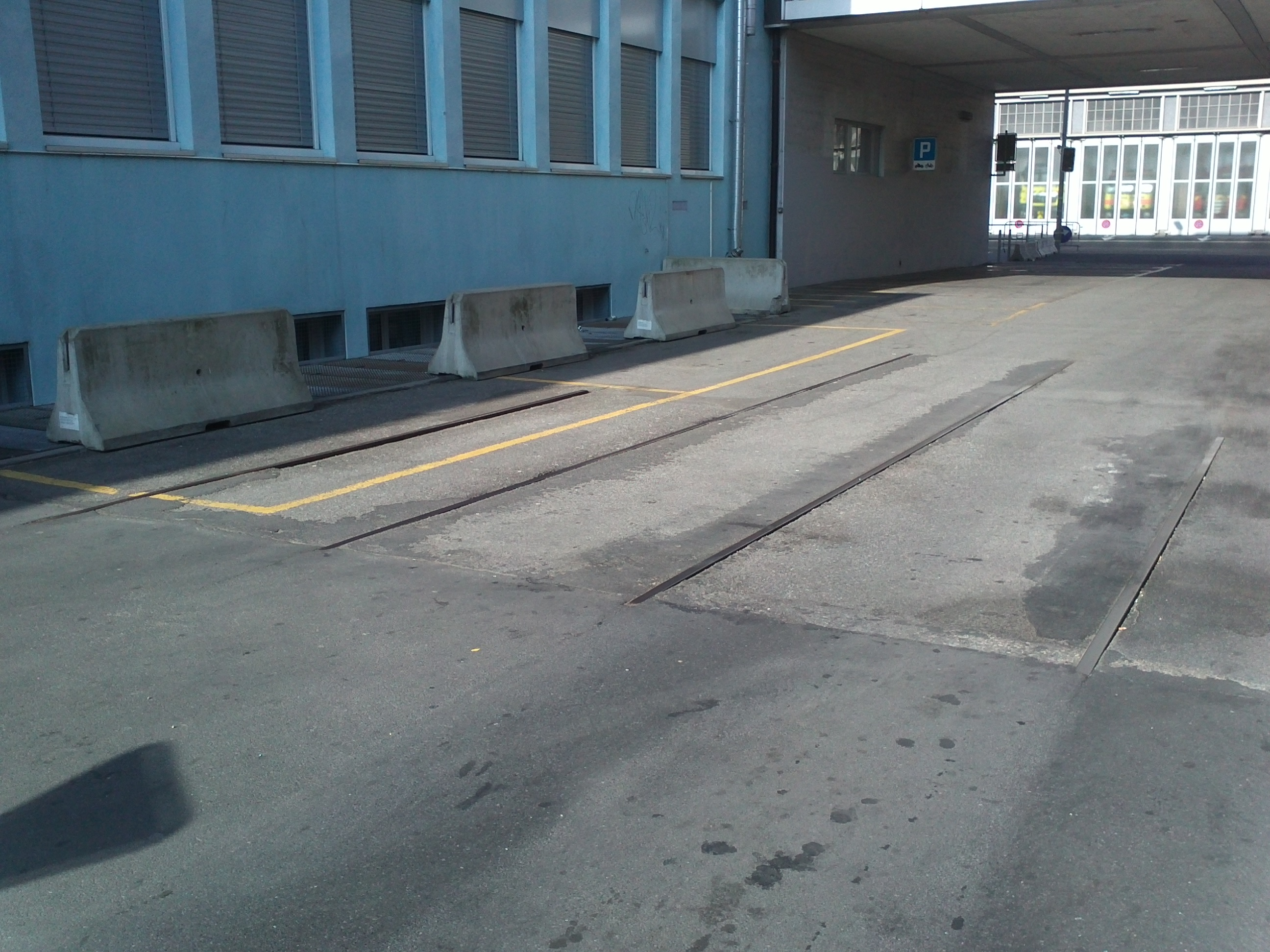
Vestige des voies du chariot transbordeur.

Le chariot transbordeur du Flon sert à toutes les opérations de manœuvre dans la gare. Au début et à la fin du service voyageurs, il sort et rentre, respectivement, les voitures du LO et du LG des remises. Toutefois, son activité principale consiste à acheminer les wagons provenant des trains de marchandises vers les différents entrepôts et hangars et, inversement, à reformer des trains de marchandises à partir de ces mêmes wagons.
Le chariot transbordeur roule sur quatre rails. Les deux rails centraux sont écartés de 1,64 m et chaque rail extérieur est distant de 1,70 m du rail central. L'écartement total est donc de 5,04 m. Ce véhicule est composé d'un plateau sur lequel peut être chargé un wagon et d'un poste de commande, ou de contrôle.
Plusieurs versions du chariot transbordeur se sont succédé. La première est utilisée jusqu'en 1908 et n'est pas motorisée. Le chariot est fixé à un câble disposé entre les rails. Une turbine disposée à l'extrémité est de la gare, du côté du Grand-Pont, permet de mouvoir le chariot. De l'autre côté, tout à l'ouest, se trouve une poulie de renvoi.
La seconde version du chariot transbordeur, utilisée jusqu'à la fin du service marchandises au Flon, est équipée d'un moteur électrique fonctionnant sous une tension de 600 V à courant continu. Le câble est ainsi supprimé. Le système de captage, de par sa forme, est surnommé la tour Eiffel. Dans la toute dernière version du chariot transbordeur, ce système est remplacé par deux pantographes.

### Entrepôts

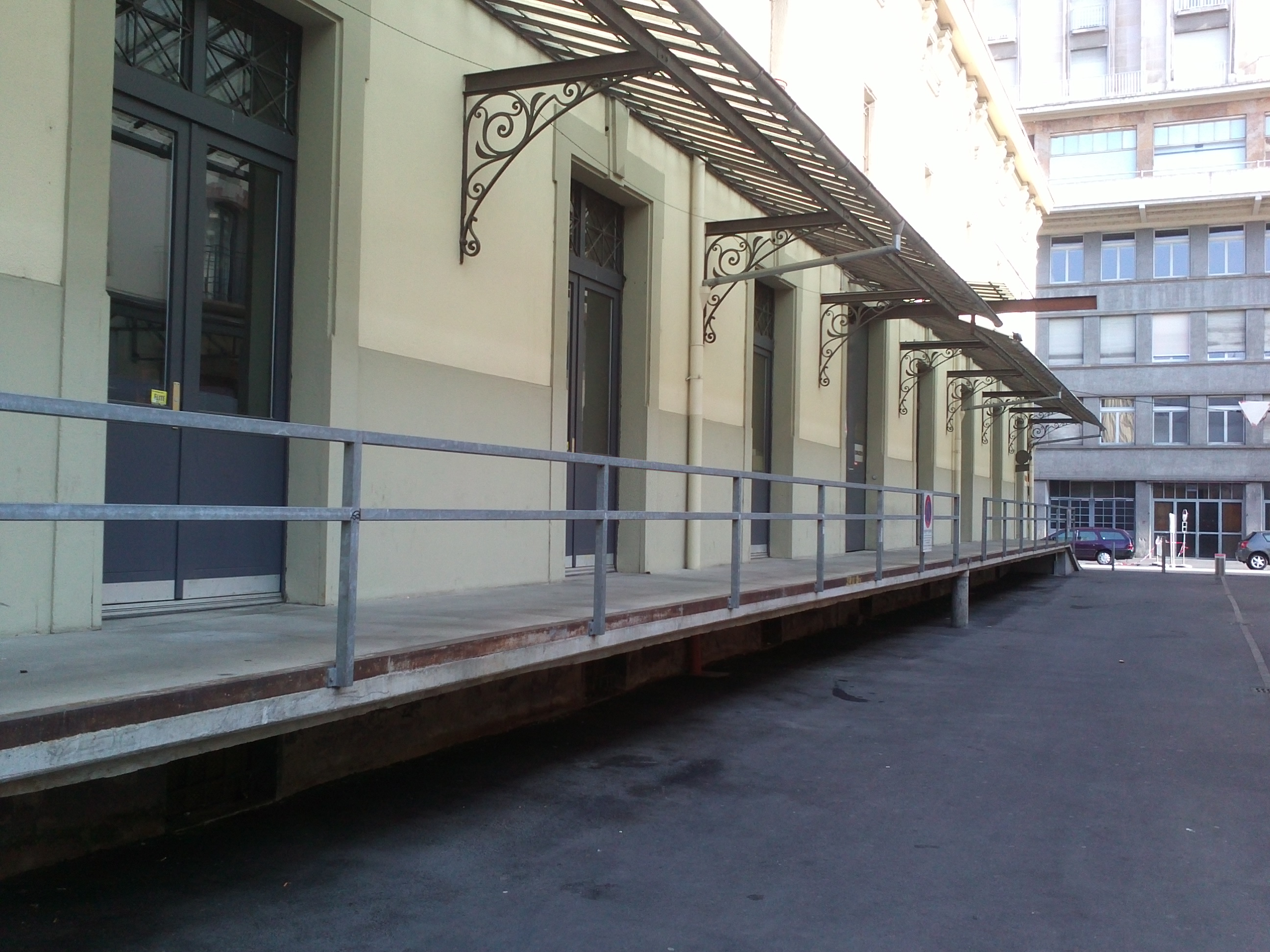
Ancien quai de chargement des entrepôts de Port Franc.

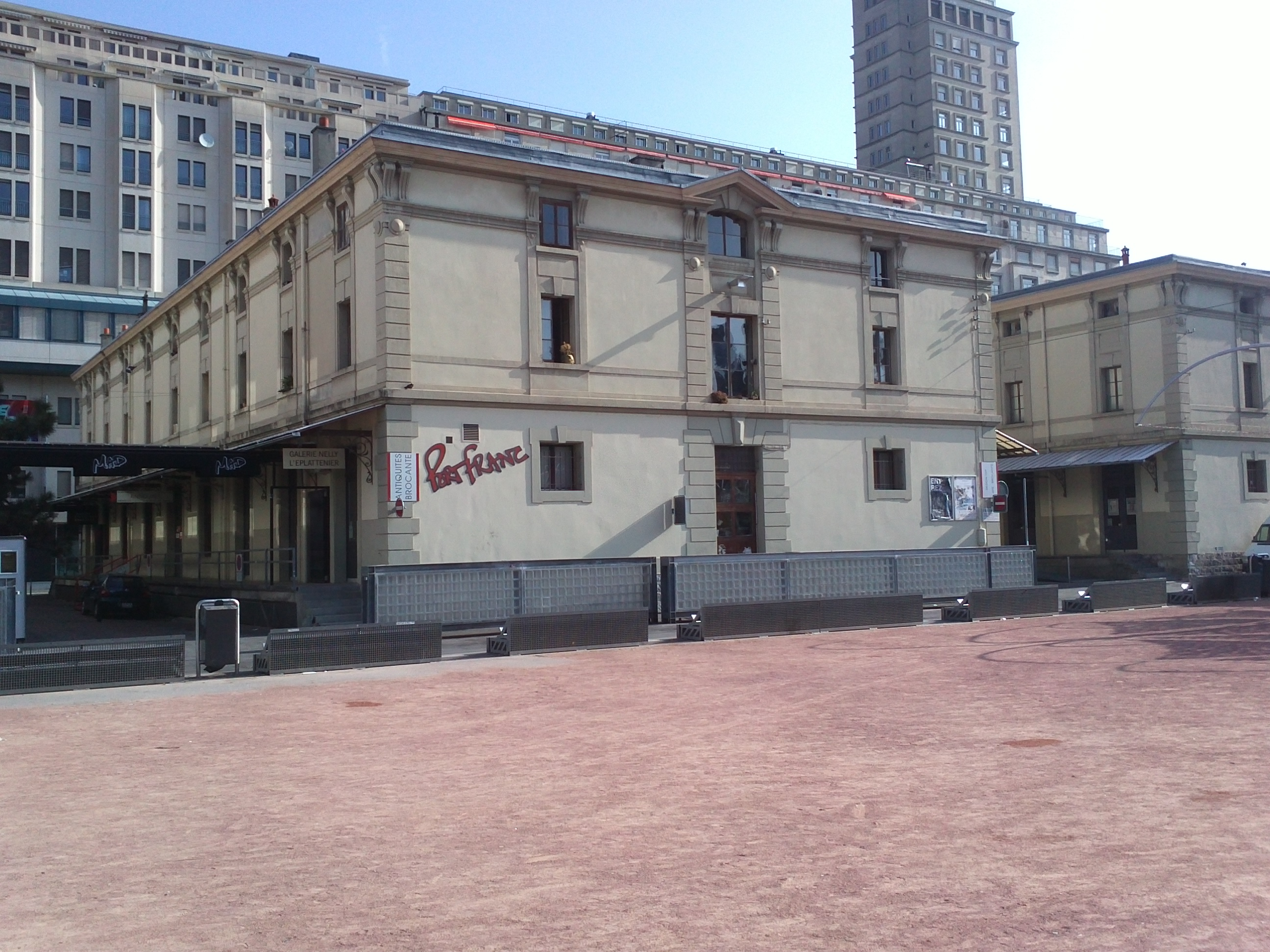
Ancien entrepôt de Port Franc de la Société des Entrepôts de Lausanne marquant le style architectural du secteur du Flon, actuellement transformé en commerces.

Avec les voies appartenant au chemin de fer Lausanne-Ouchy, il y a en tout 44 voies desservies par le chariot transbordeur. La plupart mènent à des entrepôts et hangars. Ces derniers appartiennent à la Société des Entrepôts de Lausanne. Entreprise fondée le 22 août 1884 et dont les activités marchandes débutent le 1er novembre 1886 à la suite de l'octroi d'une concession fédérale accordée le 26 octobre 1886.
Le terrain sur lequel sont bâtis les entrepôts et la gare, d'une surface totale de 2 310 m2 est acquis par la compagnie du chemin de fer de Ouchy à Lausanne pour 75 000 CHF.
Un entrepôt particulier de la gare est celui nommé la banane. Construit en 1900 entre la route de Bel-Air et celle de Genève, il présente la particularité de posséder un ascenseur à wagons afin de connecter les voies normales du L-O aux voies métriques du LEB via celles des tramways lausannois assurant ainsi un transfert du fret, par le biais de trucks, avant que le LEB et les CFF n'utilise les installations de transfert de fret à la gare de Lausanne-Sébeillon. Le bâtiment est démoli à la fin du XXe siècle pour être remplacé par des commerces.

## Service des voyageurs

### Accueil
Située au centre de la place de l'Europe, elle dispose : d'une salle d'attente fermée, de deux automates à billets CFF. Elle est équipée d'un petit poste de contrôle d'où il est possible de surveiller visuellement l'ensemble de la gare, par à un système de vidéosurveillance.
Quelques commerces sont implantés dans la gare. Dans l'enceinte centrale de la gare se trouve une pharmacie ainsi qu'un kiosque à journaux jumelé avec une petite épicerie. Sont aussi implantés dans la gare des cabines automatiques de photographie, des distributeurs automatiques de produits alimentaires ainsi que des guichets automatiques bancaires.

### Desserte
Lausanne-Flon, gare terminus de la ligne du LEB, est desservie par des trains régionaux et directs à destination de Bercher et d'Échallens.

Installations et desserte
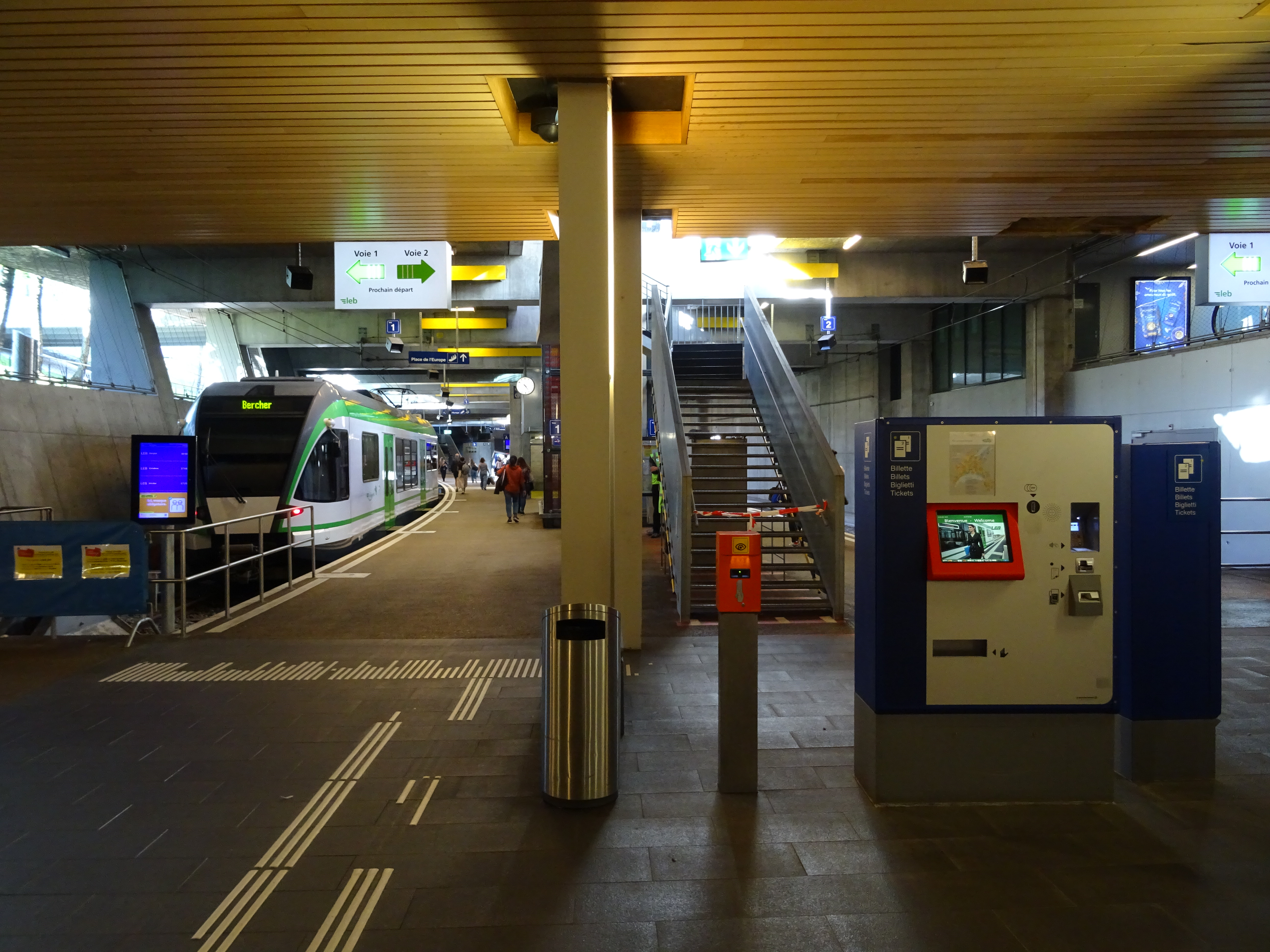
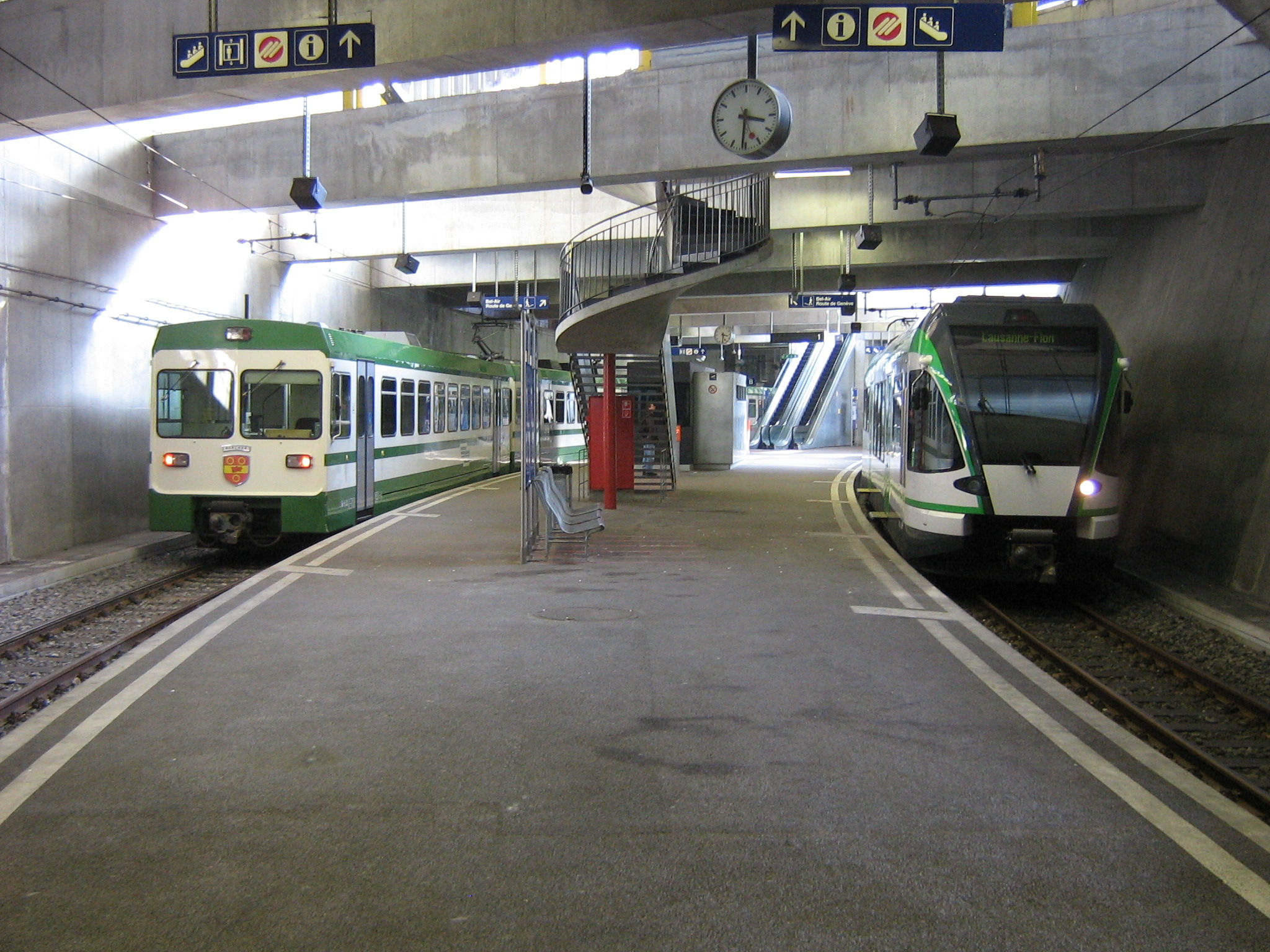
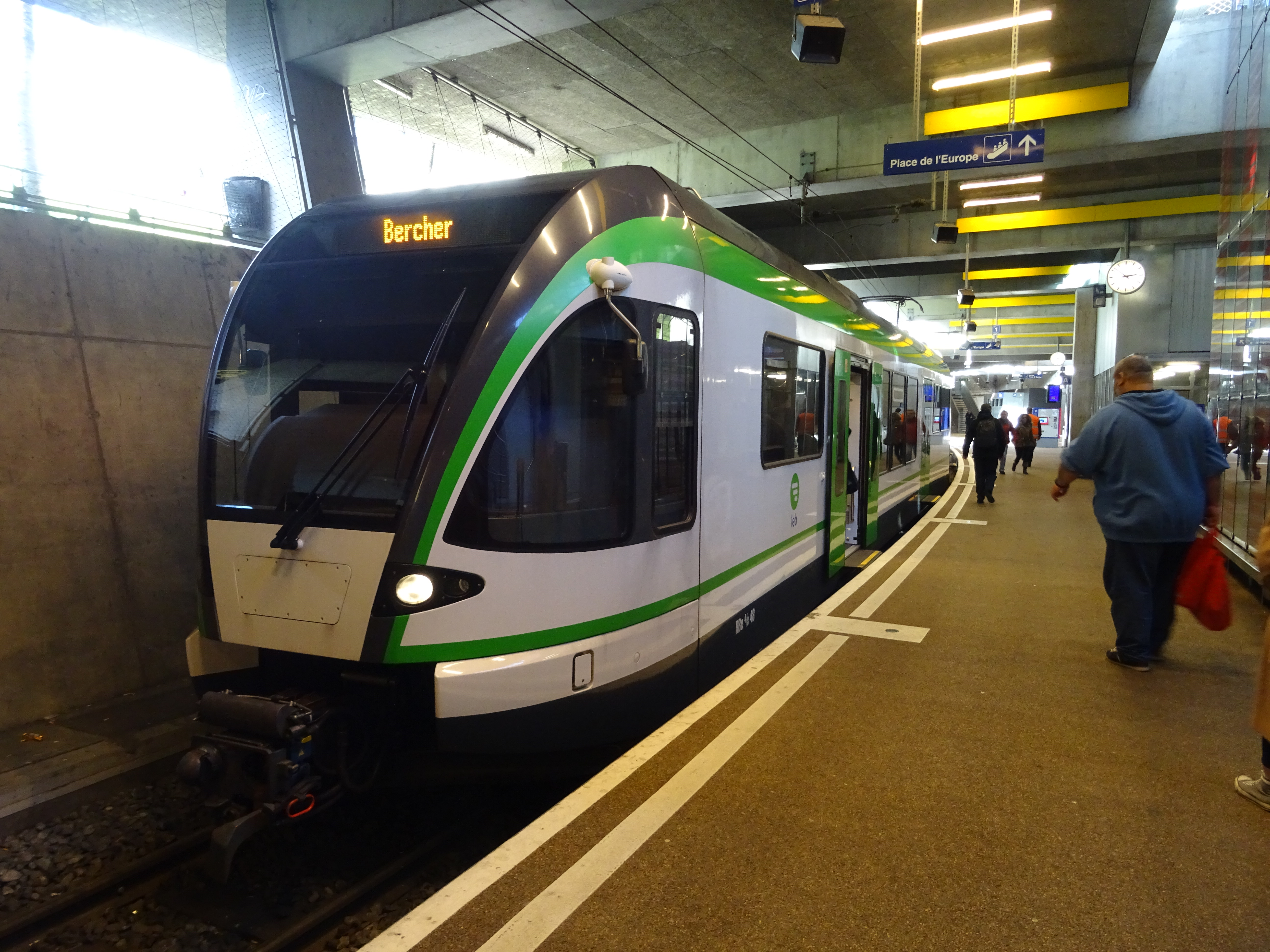

### Intermodalité
Elle est directement connectée à la station Lausanne-Flon et aux quais du métro M2 situés à l'est, ceux du métro M1 étant au sud, mais nécessitent d'emprunter un couloir de correspondance et des escaliers mécaniques. Les deux voies du LEB sont numérotées Voie 1 et Voie 2 mais chaque ligne de métro a ses propres numéros de voies — qui sont donc aussi Voie 1 et Voie 2 pour chacune d'entre elles —.

## Projets
D'ici 2026, il est prévu que la gare soit en correspondance avec la ligne T1 du tramway à la station Lausanne-Flon.